# (11824) Alpaidze
(11824) Alpaidze est un astéroïde de la ceinture principale.

## Description
(11824) Alpaidze est un astéroïde de la ceinture principale. Il fut découvert le 16 septembre 1982 à Nauchnyj par Lioudmila Tchernykh. Il présente une orbite caractérisée par un demi-grand axe de 2,64 UA, une excentricité de 0,31 et une inclinaison de 1,7° par rapport à l'écliptique.

## Compléments